# Presenza (DC Comics)
Presenza è un personaggio immaginario dei fumetti, rappresentazione del Dio di Abramo, simbolo della teologia giudeo-cristiana. Il personaggio debuttò in More Fun Comics n. 52 (febbraio 1940), e fu creato da Jerry Siegel e Bernard Bailey. È il dio e creatore dell'Universo DC, la rappresentazione delle forze universali e dell'universo stesso.

## Storia
La cosmologia religiosa dell'Universo DC è complicata con tutti i suoi panteon di divinità co-esistenti una vicina all'altra. Coinvolge elementi di religioni multiple, mitologie, e concetti moderni come gli Eterni. Non è sempre chiaro come il dio cristiano si incastri in tutto questo - per esempio in una particolare storia di Wonder Woman di Eric Luke in cui i Titani greci si battevano contro gli Angeli giudeo-cristiani e gli dei indù.
Secondo lo scrittore Greg Rucka, in un'intervista a proposito della sua miniserie Final Crisis: Revelations: "... questa regola non detta nell'Universo DC è che il dio giudeo-cristiano sta sopra tutti gli altri. E sotto vi sono tutti i Nuovi Dei e gli dei greci e chiunque altro vogliate."
I supereroi dei fumetti della DC Comics sono sempre stati disegnati sotto le credenze giudeo-cristiane per gli elementi delle trame principali - la prima comparsa di "The Voice" fu nell'origine dello Spettro del 1940 - ma hanno sempre utilizzato dei concetti e nomi surrogati piuttosto che riferirsi direttamente alla divinità giudeo-cristiana. I fumetti dei supereroi vengono pubblicati sotto il Comics Code - una lista di linee guida etiche stilate negli anni '50 in reazione all'isteria anti-fumetti. Il "Codice" non si riferisce a dio esplicitamente, ma afferma che "ridicolizzare o attaccare ogni gruppo religioso o razziale non è mai permesso". Revisioni successive del "Codice" vennero formulate in termini di rispetto delle credenze e delle istituzioni religiose. Se ne può tenere conto per i fumetti di supereroi che esitano quando hanno a che fare con Dio.
La mancanza di una dottrina centrale implica che gli aspetti "multipli" di dio furono introdotti da scrittori diversi. Esempi significativi dei suoi surrogati includono:
- The Voice (La Voce) - L'impersonale Voce della Presenza che parla e potenzia Jim Corrigan nei panni dello Spettro in More Fun Comics n. 52 (di Jerry Siegel e Bernard Bailey, febbraio 1940). È la versione più "attiva" di dio vista nei fumetti. Ad un certo punto rispose persino ad una preghiera dello Spettro, che chiedeva la resurrezione dell'assassinata Justice Society (Justice League vol. 1 n. 124). Quando la Voce pronunciò la prima parola, creò La Parola, ed era già stato tracciato dal Destino nel suo libro.
- The Hand (La Mano) - Un'immagine di una mano che compare da una nuvola fu nominata numerose volte in diversi fumetti della DC come metafora del creatore o del mistero che esistette al momento della creazione universale. Fu vista per la prima volta in Green Lantern vol. 2 n. 40. In Crisi sulle Terre infinite n. 10, il criminale Anti-Monitor tentò di rimpiazzare la Mano con la sua ma fu fermato dallo Spettro.
- The Source (La Fonte) - Spirito universale della cosmologia dal Quarto Mondo di Jack Kirby.
- La Presenza - L'invisibile divinità giudeo-cristiana dalla mitologia angelica immaginaria di Grant Morrison.

Molti riferimenti ad esseri simili sembrarono essere chiari riferimenti alla suprema divinità giudeo-cristiana, ma a volte viene rivelato che non sono altro che altre entità nell'Universo DC.
Si presume che alcuni eventi dalla teologia giudeo-cristiana sono parte della linea temporale immaginaria dell'Universo DC, ma spesso coinvolgono licenze artistiche significative. Per esempio: fu Eclipso (originale agente dell'Ira di Dio) che causò il Diluvio Universale e fu il suo rimpiazzo, lo Spettro, che liberò le Piaghe d'Egitto e che più tardi aprì le acque del Mar Rosso per Mosè. Fu mostrato ripetutamente che l'Universo DC fu creato attraverso una variante del Big Bang e l'evoluzione umana attraverso una selezione naturale, sebbene paradossalmente ebbe anche un Giardino dell'Eden ed una versione di Lilith, la prima moglie di Adamo. Un accenno per riconciliare tutto ciò avvenne in un numero di Sandman, in cui Caino, Abele, ed Eva raccontarono la storia a Daniel Hall (nipote di Carter Hall) a proposito del loro passato.

## Poteri e abilità
La Presenza è l’essere divino in termini assoluti, dunque l'entità più potente dell'intero Universo DC. È onnisciente, onnipotente e onnipresente, ed è al di sopra di tutto così come tutto è al di sotto di esso. Diverse storie dipingono questa entità come il creatore dell'Universo DC, che trascende tutte le cose. La Presenza stessa quindi non sarebbe altro che la rappresentazione dell'Universo stesso, nonché la manifestazione di tutto ciò che esiste, esisteva e verrà ad esistenza.

## Vertigo Comics
Negli anni ottanta la corrente principale dei fumetti di supereroi generò una serie di spin off di fumetti e di romanzi a fumetti che ebbero un comportamento più sofisticato e maturo verso le loro storie. L'impronta della Vertigo prese la forma di un ombrello per questi nuovi fumetti e tentò di distinguerli dal resto dei fumetti di supereroi della DC. Da allora i supereroi immaginari e la continuità della Vertigo, e la loro rappresentazione di dio, cominciarono a divergere grandemente. I fumetti della Vertigo non erano coperti dal Comic Code così che avevano delle restrizioni minori nel loro trattamento della Bibbia e di Dio. È da notare che mentre originariamente era ambientato nell'Universo DC, la continuità con la linea Vertigo divenne sempre più distaccata (vedi Vertigo Comics).
Gli angeli di dio presenti nel Sandman di Neil Gaiman, vengono mostrati come residenti della Città d'Argento, un luogo che somiglia al Paradiso, ma esplicitamente un luogo separato. All'interno della città vi sono due torri. Alla punta della torre più alta, la Torre dell'Alto Infinito, c'è il Primum Mobile, il Trono di Luce, dove Dio risiede. Gli Angeli vi possono solo avvicinare se vi vengono convocati. La seconda torre, quella più bassa, contiene una camera da udienza dove la voce di Dio, il Logos, può essere ascoltata. Il dio di Sandman non viene, di nuovo, chiamato per nome, ed è infatti raramente menzionato, salvo uno scambio tra una divinità egizia ed un angelo in Season of Mist: "L'autorità di chi?" - "Di chi, credi?".
Un personaggio significativo nella serie di Sandman è l'angelo caduto Lucifero Morningstar. Più in sintonia con il Paradiso perduto di John Milton che con la Bibbia, il Lucifero della DC regna all'Inferno. In Season of Mist rinuncia al suo trono e lascia l'Inferno. La sua storia, e le quasi bibliche referenze che lo circondano, furono espanse nella serie Lucifer di Mike Carey. Dio, La Presenza, viene menzionato in questa serie con il nome di Yahweh. È il padre di Lucifero e di Michael Demiurgos (luglio 2002).
Dalla fine di Lucifero, la Presenza cacciò la sua creazione e sua nipote Elaine Belloc ne prese il posto. Come tutto ciò influenzò altri aspetti della Presenza è ancora da vedere.

## Altri media
- La Mano del Creatore, dei fumetti di Green Lantern e Crisi sulle Terre infinite, ebbe una comparsa in un episodio di Justice League Unlimited chiamato "The Once and future Thing, Part 2: Time Warped". Fu visto verso la fine dell'episodio, quando Batman e Lanterna Verde catturarono Chronos all'inizio dei tempi. Chronos sperava che viaggiando fino all'inizio dei tempi sarebbe diventato Dio.